# Кастаньяк
Кастанья́к (фр. Castagnac, окс. Castanhac) — коммуна во Франции, находится в регионе Юг — Пиренеи. Департамент — Верхняя Гаронна. Входит в состав кантона Монтескьё-Вольвестр. Округ коммуны — Мюре.
Код INSEE коммуны — 31111.

## География
Коммуна расположена приблизительно в 630 км к югу от Парижа, в 45 км к югу от Тулузы.
На востоке коммуны протекает река Лез.

## Климат
Климат умеренно-океанический. Зима мягкая и снежная, весна характеризуется сильными дождями и грозами, лето сухое и жаркое, осень солнечная. Преобладают сильные юго-восточные и северо-западные ветры.

## Население
Население коммуны на 2010 год составляло 301 человек.
| 1962 | 1968 | 1975 | 1982 | 1990 | 1999 | 2010 |
| ---- | ---- | ---- | ---- | ---- | ---- | ---- |
| 300  | 264  | 212  | 188  | 161  | 204  | 301  |

## Экономика
В 2010 году среди 197 человек трудоспособного возраста (15—64 лет) 145 были экономически активными, 52 — неактивными (показатель активности — 73,6 %, в 1999 году было 70,5 %). Из 145 активных жителей работали 126 человек (68 мужчин и 58 женщин), безработных было 19 (11 мужчин и 8 женщин). Среди 52 неактивных 17 человек были учениками или студентами, 17 — пенсионерами, 18 были неактивными по другим причинам.

## Достопримечательности
- Замок Кастаньяк[фр.] (XII век). Исторический памятник с 2003 года[4]
- Церковь Св. Себастьяна в готическом стиле

## Фотогалерея

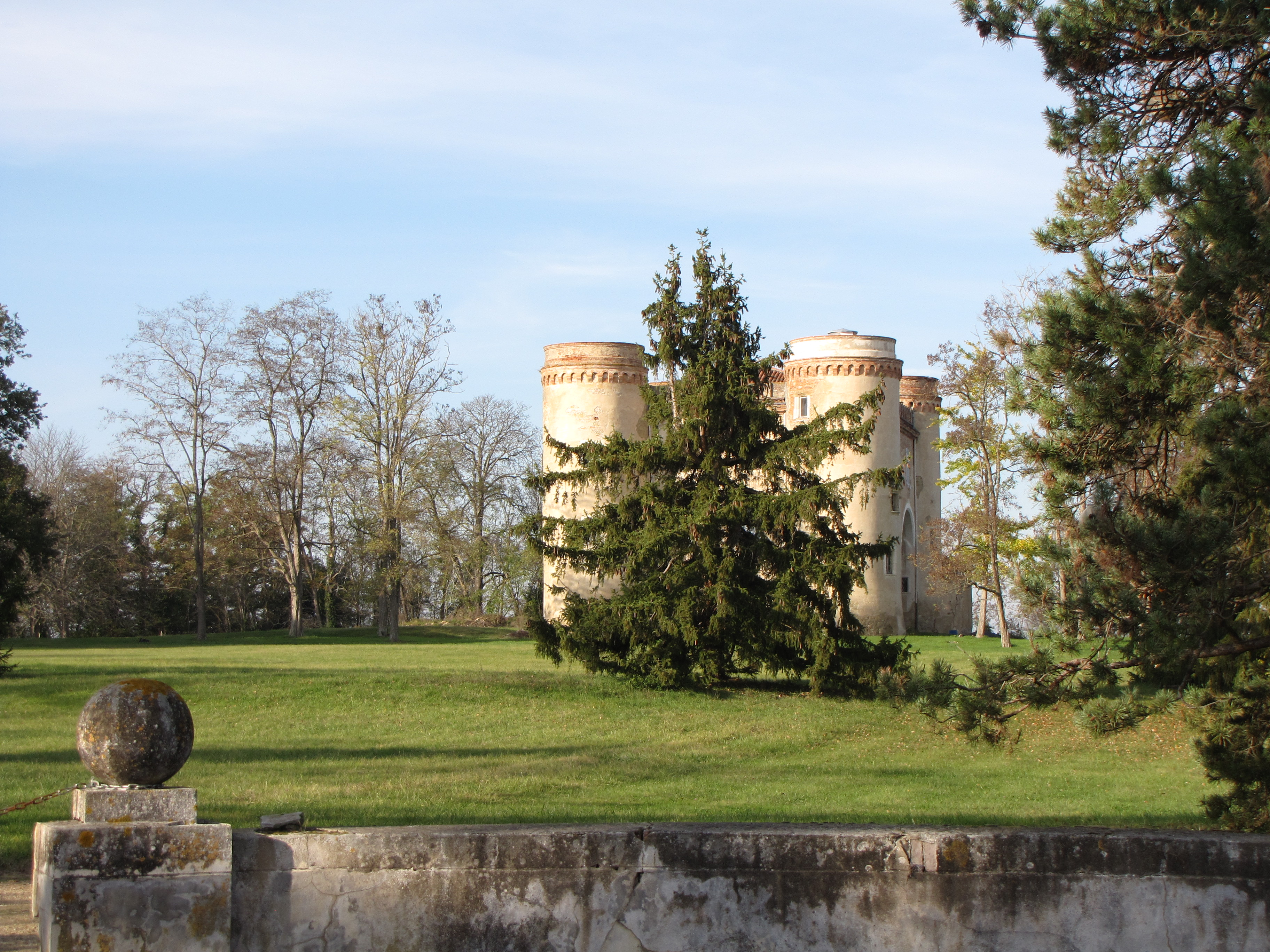
Замок Кастаньяк
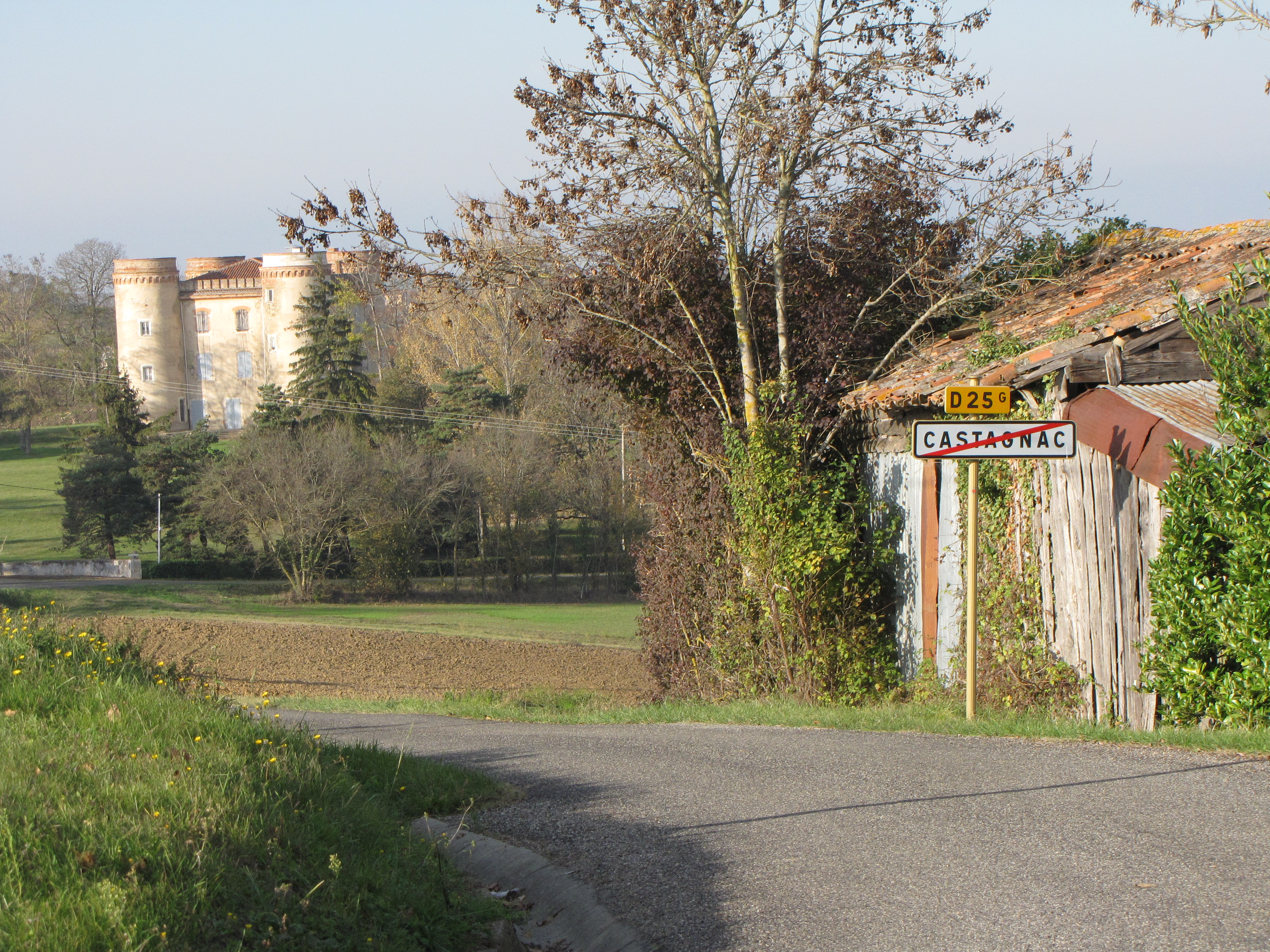
Замок Кастаньяк
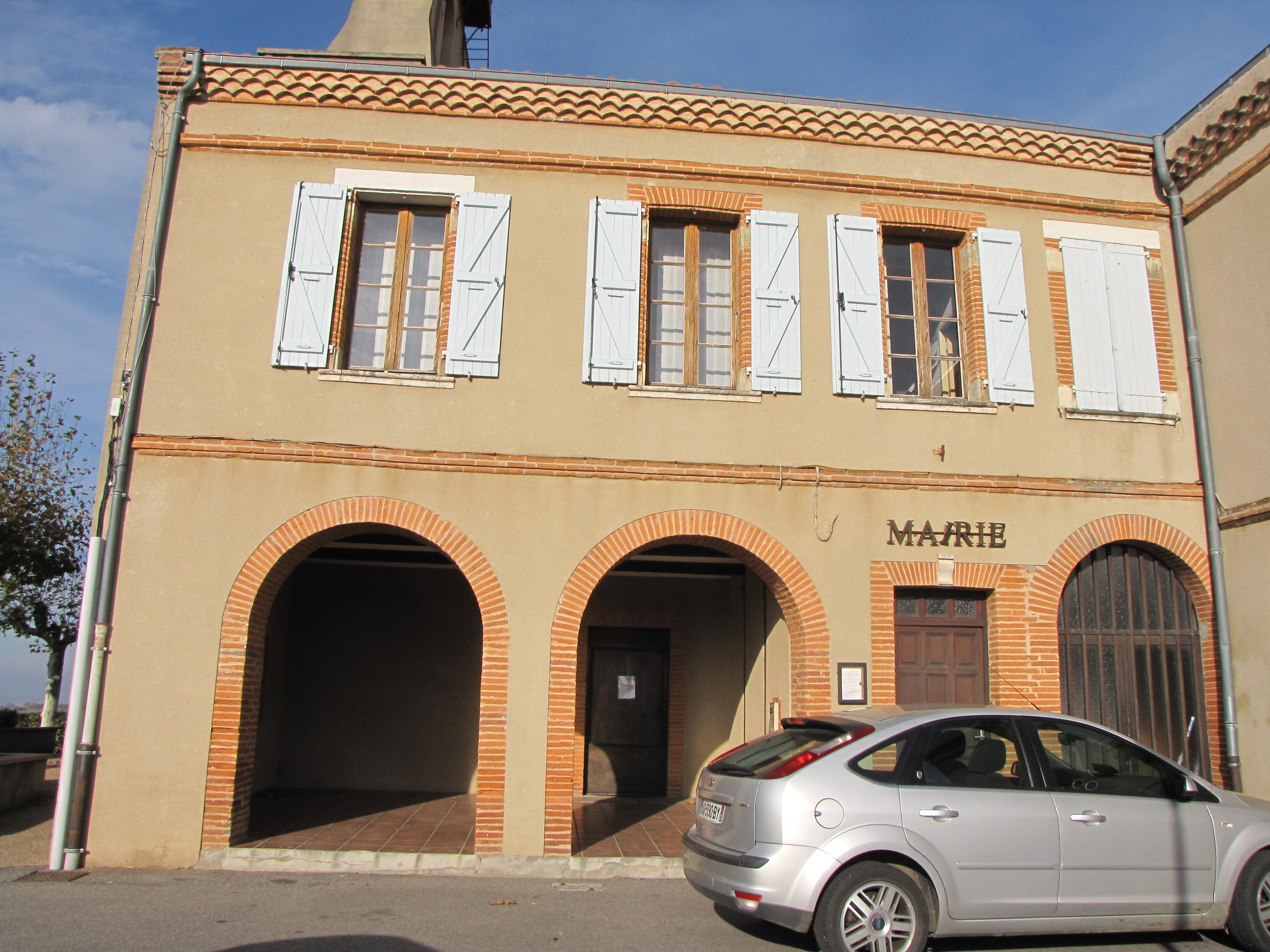
Мэрия
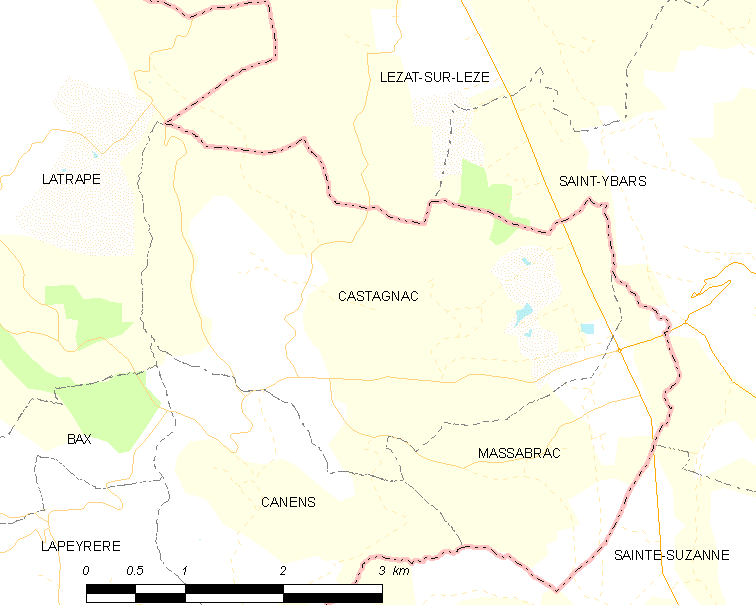
Карта коммуны